# ワリード1世
ワリード1世（アル＝ワリード・ブン・アブドゥルマリク・ブン・マルワーン, アラビア語: الوليد بن عبد الملك بن مروان, ラテン文字転写: al-Walīd b. ʿAbd al-Malik b. Marwān, 674年頃 - 715年2月23日）は、第6代のウマイヤ朝のカリフである（在位：705年10月9日 - 715年2月23日）。
ワリードはウマイヤ朝第5代カリフのアブドゥルマリクの息子として生まれた。王子時代には696年から699年にかけて毎年ビザンツ帝国に対する襲撃を指揮し、メッカに至るシリア砂漠の街道沿いに要塞を建設した。その後、祖父のマルワーン1世によって後継者に指名されていたアブドゥルマリクの弟のアブドゥルアズィーズが705年5月に死去するとアブドゥルアズィーズに代わるカリフの後継者候補となり、同年10月のアブドゥルマリクの死去後にカリフの地位を継承した。
アブドゥルマリクが取り組んでいた中央集権化政策、イスラーム的イデオロギーに基づいた国家建設、そして領土の拡張といった各種の努力はワリードの下でも継続された。その一方でワリードは統治にあたってウマイヤ朝の領土の東半分を治めていたイラク総督のアル＝ハッジャージュ・ブン・ユースフの指導力に大きく依存し、そのハッジャージュの指導の下で東方のマー・ワラー・アンナフルとシンドが新たに征服された。一方の西方ではイフリーキヤ総督のムーサー・ブン・ヌサイルがマグリブ西部とヒスパニアの征服を進めた。ワリードはこれらの征服で得られた富を背景としてダマスクスにウマイヤ・モスクを建設し、さらにはエルサレムのアル＝アクサー・モスクやマディーナの預言者のモスクなどの建築や拡張に資金を投じた。また、シリアのアラブ系イスラーム教徒の貧困層や障害者を支援する社会福祉事業にも取り組んだ。
ワリードの治世は国内的には平和と繁栄の時代であり、ウマイヤ朝の全盛期であったと考えられている。ワリード個人の政治的な功績には対立していたアラブ部族の派閥であるヤマン族とカイス族の勢力の均衡を維持したことなどが挙げられるが、ワリードがその治世の成功に果たした直接的な役割は明確ではなく、成功の一方で起きていたウマイヤ朝の王族への多額の交付金や莫大な軍事費の支出は後継者たちにとって大きな財政的負担となった。

## 背景と初期の経歴
ワリードはウマイヤ朝の創設者であり初代カリフであるムアーウィヤ（在位：661年 - 680年）の治世中の674年頃にマディーナで生まれた。父親は同じくウマイヤ家の出身でムアーウィヤの遠戚にあたるアブドゥルマリク・ブン・マルワーンである。ムアーウィヤがシリアに居住するウマイヤ家の支流のスフヤーン家に属していたのに対し、ワリードの一族はヒジャーズ（メッカとマディーナが存在するアラビア半島西部）に居住するより大規模な支流であるアブー・アル＝アースの家系に属していた。母親のワッラーダ・ビント・アル＝アッバース・ブン・アル＝ジャズは6世紀の著名なアブス族の族長であるズハイル・ブン・ジャズィーマの子孫にあたる。
683年にメッカを拠点とするアブドゥッラー・ブン・アッ＝ズバイルがウマイヤ朝に対抗してカリフを称し、イスラーム世界における第二次内乱が勃発した。その結果としてほとんどの地域に対するウマイヤ朝の支配が失われると、ヒジャーズに居住していたウマイヤ家の一門は684年にアブドゥッラー・ブン・アッ＝ズバイルによってシリアへ追放された。しかし、ワリードの祖父にあたる一門の長老格のマルワーン・ブン・アル＝ハカム（マルワーン1世、在位：684年 - 685年）が追放先のシリアで親ウマイヤ朝のアラブ諸部族からカリフとして認められ、これらの部族の支援を得たマルワーン1世は死去するまでの間にシリアとエジプトに対するウマイヤ朝の支配を回復させた。ワリードの父親のアブドゥルマリクはマルワーン1世の後を継ぎ、ウマイヤ朝が失った残りの地域であるイラク、ペルシア、およびアラビアを692年までに再征服した。そしてイラク総督のアル＝ハッジャージュ・ブン・ユースフによる強力な支援を得て多くの中央集権化政策を実施するだけでなく、ウマイヤ朝の領土の拡大に向けた取り組みも強化した。
その一方でビザンツ帝国に対する戦争は630年代のイスラーム教徒によるシリアの征服以来続いており、689年には休戦協定が成立したものの、692年には協定が破られ紛争が再開された。これ以降ウマイヤ朝はアラブとビザンツ帝国の国境地帯（スグール）だけでなく、さらに遠方のビザンツ領内に向けて毎年軍事行動を展開するようになった。ワリードは父親のアブドゥルマリクの治世中の696年から699年にかけて毎年これらの軍事行動を率いた。696年の夏季の作戦ではマラティヤ（メリテネ）とマッシーサ（モプスエスティア）の間の地域を襲撃し、その翌年にはアラビア語の史料においてアトマルの名で知られるマラティヤの北に位置する場所を攻撃対象とした。また、698年にはメッカに向けて行われる例年の巡礼（ハッジ）を指揮した。

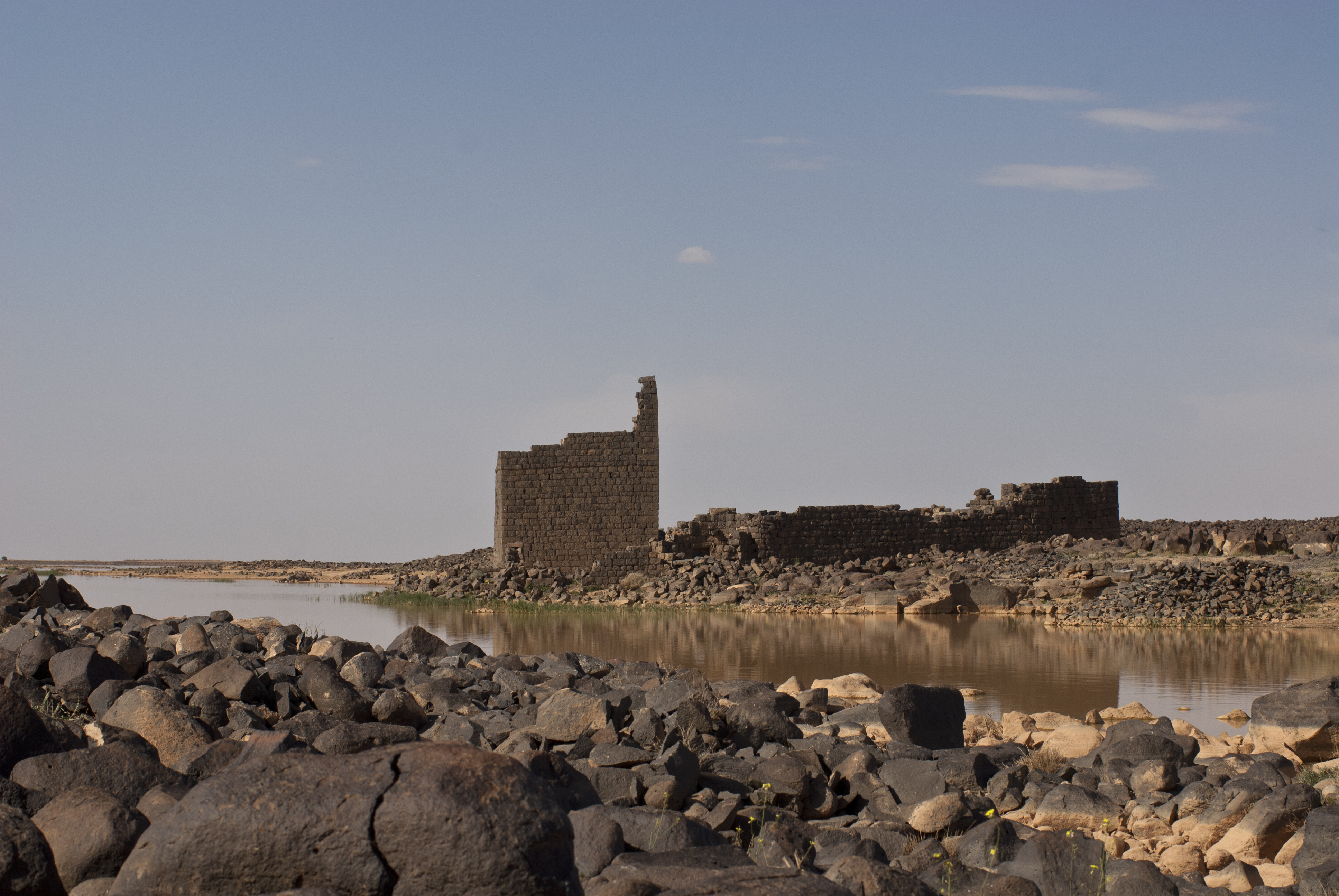
今日では遺跡となっているカスル・ブルクはワリードがまだ王子であった700年か701年に建設もしくは拡張されたシリア砂漠の前哨基地である。

ワリードは700年か701年に要塞化されたシリア砂漠の前哨基地であるカスル・ブルクの建設、あるいは拡張を支援した。この要塞は北に位置するパルミラと、南に位置するアズラク・オアシスおよびワーディー・スィルハーンの盆地を結び、最終的にマディーナとメッカに至る街道上に位置していた。このワリードによる支援は「アミールのアル＝ワリード、信徒の長の息子」と刻まれている碑文の存在によって裏付けられている。歴史家のジェレ・L・バカラクによれば、ワリードは自身の活動拠点があったカルヤタインとカスル・ブルクの間に、恐らくベドウィンの夏季の野営地としてジャバル・サイスを建設した。バカラクは、第二次内乱中にワリードがアラブ部族の領地内に位置するこの野営地をウマイヤ朝にとって極めて重要であったアラブ諸部族の忠誠を再確認するために利用したと推測している。

## 治世
アブドゥルマリクはその治世の終わり頃にイラク総督のハッジャージュの支持を得てアブドゥルマリクの弟でエジプト総督のアブドゥルアズィーズを後継者とするマルワーン1世が定めた継承に関する取り決めを破棄し、ワリードを後継者に指名しようとした。アブドゥルアズィーズは後継者の座から降りることを拒否したが、705年5月に死去したことでワリードを後継者とする最も大きな障害が取り除かれた。そして705年10月9日にアブドゥルマリクが死去するとワリードがカリフの地位を継承した。9世紀の歴史家のヤアクービーは、ワリードについて、「背が高く浅黒い肌で… 団子鼻であり… ひげの先端がわずかに灰色がかっていた」と身体的な特徴を説明している。また、「文法的に不正確な話し方をしていた」と述べている。この点で父親を失望させていたワリードはクルアーンに記されている古典アラビア語を話すことを断念したが、仲間内では誰もがクルアーンの知識を持つべきだと主張していた。
ワリードは父親の中央集権化政策と拡大政策を基本的に引き継いだ。しかし、アブドゥルマリクとは異なり、統治の遂行をハッジャージュに極めて大きく依存し、ウマイヤ朝の支配領域の東半分をハッジャージュの好きなように統治させた。さらにハッジャージュはワリードの内政の意思決定に強い影響力を及ぼし、しばしばハッジャージュの勧めによって役人が任命されたり解任されたりした。

### 領土の拡大

ウマイヤ朝の領土の拡大を表した地図。マグリブ西部、ヒスパニア、シンド、ホラズム、トハーリスターン、およびフェルガナを含むマー・ワラー・アンナフル（薄緑の部分）は、すべてワリードの治世に征服された。

東西の辺境におけるイスラーム教徒の征服活動は国内の敵対勢力を制圧したアブドゥルマリクの下で再開されていた。歴史家のユリウス・ヴェルハウゼンは、ワリードの下でウマイヤ朝の軍隊が「新たな刺激を受け」、「偉大な征服の時代」が始まったと述べている。そしてワリードの治世の後半にウマイヤ朝の版図は最大に達した。

#### 東方地域
東方辺境における領土の拡大はイラク総督のハッジャージュの監督下で進んだ。ハッジャージュの副総督でホラーサーンを治めていたクタイバ・ブン・ムスリムは、初期のイスラーム教徒の軍隊にとってほとんど手付かずの土地であったマー・ワラー・アンナフル（中央アジア）で705年から715年にかけていくつかの軍事作戦を展開した。その結果、705年にバルフ、706年から709年の間にブハラ、711年から712年の間にホラズムとサマルカンド、そして713年にフェルガナが降伏した。クタイバは主に現地の支配者たちとの間で貢納関係を結ぶことによってウマイヤ朝の宗主権を確保したが、これらの支配者の権力はそのまま維持された。しかし、反乱を起こしたクタイバが715年に殺害され、クタイバの軍隊が解散させられると、マー・ワラー・アンナフルにおけるアラブ軍の立場は弱まり、ウマイヤ朝は720年代初頭までにクタイバが獲得した領土のほとんどを現地の諸侯と突騎施の遊牧民に奪われた。その一方で708年か709年以降に遠征を開始したハッジャージュの甥のムハンマド・ブン・アル＝カーシムが711年から712年にかけて南アジア北西部のシンド地方を征服した。

#### 西方地域
西方ではイフリーキヤ（北アフリカ中央部）の総督でアブドゥルマリクの治世からその地位にあったムーサー・ブン・ヌサイルがベルベル人の部族であるハッワーラ族、ゼナータ族、およびクターマ族を服属させ、マグリブ西部に進出した。708年か709年には今日のモロッコのそれぞれ北と南に位置するタンジェとスースを征服した。711年にはムーサーのベルベル人のマウラー（解放奴隷もしくは庇護民を指し、複数形ではマワーリーと呼ばれる）であるターリク・ブン・ズィヤードがヒスパニア（イベリア半島）の西ゴート王国へ侵攻し、翌年にはムーサーがヒスパニアに増援部隊を派遣した。そしてワリードの死の翌年である716年までにウマイヤ朝はヒスパニアの大部分を征服した。マー・ワラー・アンナフル、シンド、およびヒスパニアの征服によってもたらされた莫大な戦利品は、第2代正統カリフのウマル（在位：634年 - 644年）の治世中にイスラーム教徒の征服によってもたらされた戦利品に匹敵するものだった。

#### ビザンツ帝国方面

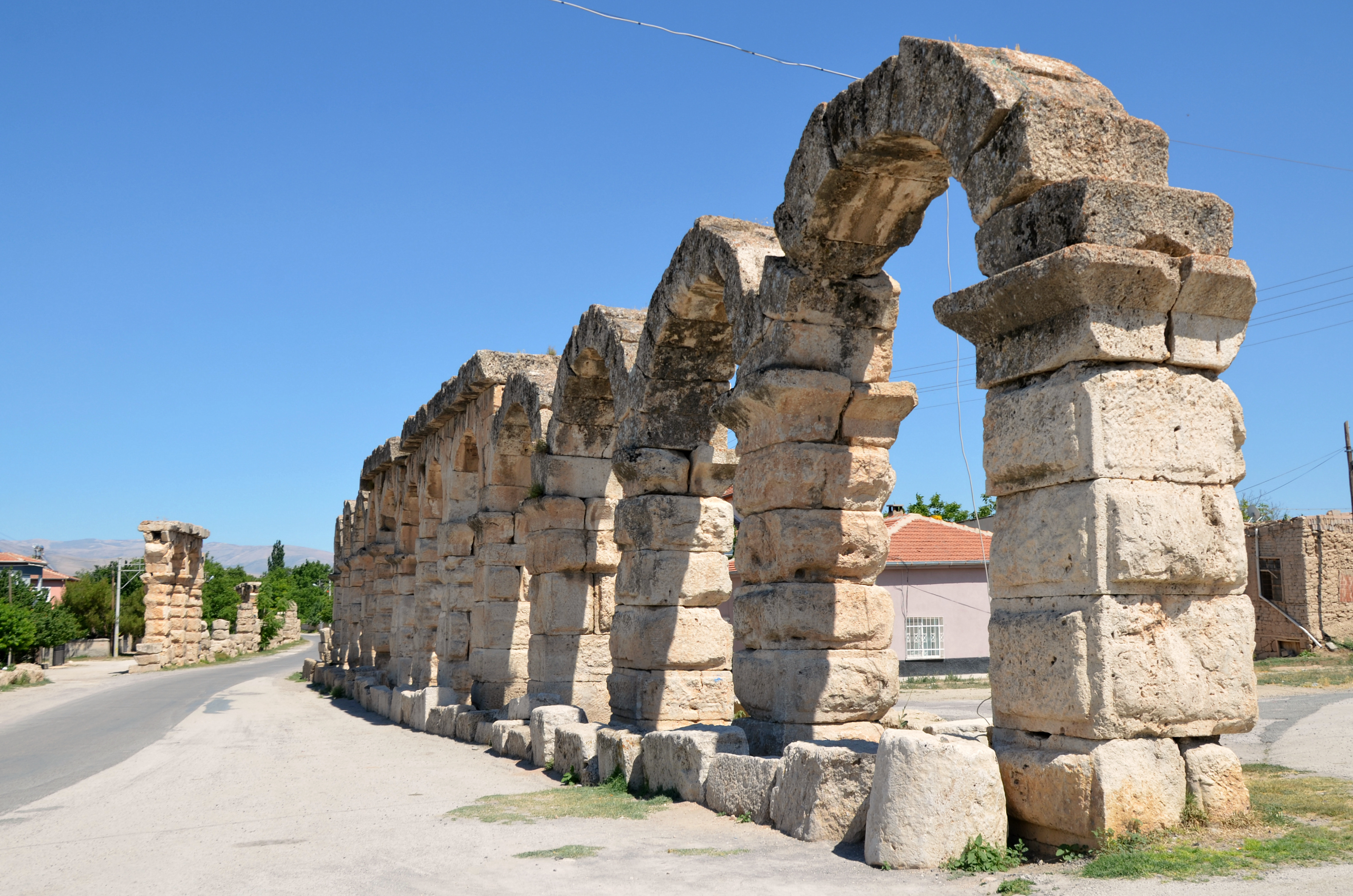
708年頃にウマイヤ朝が占領したテュアナに残る水道橋

ワリードは異母弟のマスラマ・ブン・アブドゥルマリクをジャズィーラ（メソポタミア北部）の総督に任命し、ビザンツ帝国に対する戦線の指揮を委ねた。マスラマは辺境地帯で強力な権力基盤を確立したが、ワリードの治世中にウマイヤ朝がビザンツ帝国方面で獲得した領土はわずかなものに留まった。708年頃には長い包囲戦の末にビザンツ帝国のテュアナの要塞を占領して破壊した。ワリードは年1回もしくは年2回行われたビザンツ帝国に対する軍事作戦を指揮することはなかったが、マスラマとともに行動した長男のアル＝アッバースは戦いで高い評判を得た。また、ワリードの他の息子であるアブドゥルアズィーズ、ウマル、ビシュル、およびマルワーンもビザンツ帝国への襲撃を指揮した。
712年までにウマイヤ朝はキリキアとユーフラテス川以東の地域の支配を固め、小アジアの深部への襲撃を開始した。そして714年にアラブ人がアンキュラを襲撃するに至ると、ビザンツ皇帝アナスタシオス2世（在位：713年 - 715年）はワリードとの停戦交渉、あるいはワリードの意図を探るために使節団を派遣した。その後、使節団は皇帝に対し、ワリードがビザンツ帝国の首都のコンスタンティノープルを征服するために陸軍と海軍による攻撃を計画していると報告した。コンスタンティノープルに対する包囲戦はワリードが715年に死去した後に後継者たちの下で717年から718年にかけて実行されたが、アラブ人にとっては大惨事となる失敗に終わった。

### 地方の動向

#### シリア
ワリードはシリアのほとんどの軍事区（ジュンド）の統治を息子たちに委ねた。アル＝アッバースはホムス（ジュンド・ヒムス）、アブドゥルアズィーズはダマスクス（ジュンド・ディマシュク）、そしてウマルはヨルダン（ジュンド・アル＝ウルドゥン）を与えられた。その一方でパレスチナの総督にはすでにワリードの弟のスライマーンが父親から任命されており、ワリードの下で引き続きパレスチナの総督を務めた。そのスライマーンは708年にハッジャージュによってホラーサーン総督を解任され、投獄された後に逃亡を図ったヤズィード・ブン・アル＝ムハッラブを匿った。当初ワリードはこの行為を非難したものの、スライマーンの働きかけを受け、ハッジャージュによってヤズィードに課されていた重い罰金をスライマーンが支払ったことで最終的にヤズィードを赦免した。

#### エジプト
アブドゥルマリクとハッジャージュは693年から700年にかけてそれまで使用されていたビザンツ帝国やサーサーン朝の通貨に代えて単一のイスラーム通貨を導入し、シリアとイラクでは官僚の言語としてそれぞれの地域で用いられていたギリシア語とペルシア語をアラビア語に置き換える改革を実行した。これらの行政改革はワリードの治世の下でも続き、705年か706年にはエジプトのディーワーン（諸官庁）でギリシア語とコプト語に代わりアラビア語が用いられるようになった。この改革はワリードの異母弟でアブドゥルマリクによってエジプト総督に任命されていたアブドゥッラーの下で実施された。これらの政策は国家の唯一の公用語となったアラビア語への段階的な移行、各地域で異なっていたウマイヤ朝内部の多様な税制の統一、そしてよりイスラーム的なイデオロギーに従った政権の確立に寄与した。
709年にワリードはアブドゥッラーに代えて自分の母親と同じ部族に属する自身の書記官（カーティブ）のクッラ・ブン・シャリーク・アル＝アブスィーをエジプト総督に任命した。この総督の交代は、イスラーム政権の支配下で初めて記録されたエジプトの飢饉に端を発するアブドゥッラーの汚職行為への不満が高まったためか、あるいはワリードが自分に忠実な人物を総督に据えたいと望んだことが要因となっていた。そのクッラは715年に死去するまで総督を務め、エジプトの軍隊の再編成やより効率的な徴税体制の確立に寄与し、さらにワリードの命令によってフスタートのアムル・ブン・アル＝アース・モスクを修復した。

#### ヒジャーズ

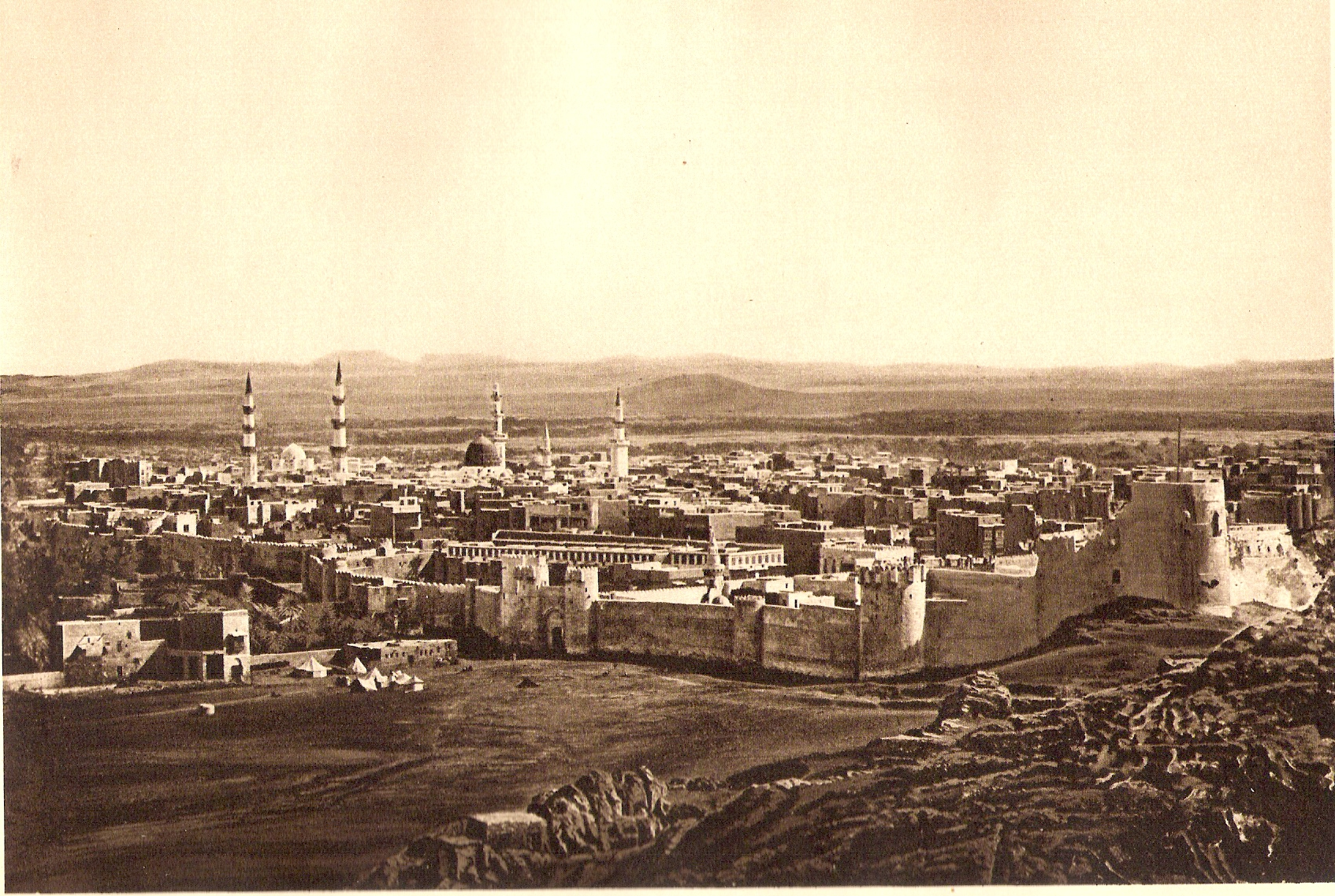
メッカと並ぶイスラームの聖地であるマディーナの外観（1926年以前の撮影）

ワリードは当初アブドゥルマリクが任命したヒシャーム・ブン・イスマーイール・アル＝マフズーミーをヒジャーズの総督および巡礼の指導者として留任させた。イスラームの最も神聖な都市であるメッカとマディーナは宗教的に非常に重要な意味を持っていたため、この2つの役職は強力な威信も伴っていた。ヒシャームはアブドゥルマリクの治世中に後継者のワリードに対する忠誠の宣言を拒否したことを理由にマディーナの著名な学者であったサイード・ブン・アル＝ムサイイブに対し鞭打ちの刑による屈辱を与えたが、この行為を問題視したワリードは706年にヒシャームを解任した。ヒシャームの行為はワリードを擁護するものだったが、ワリードはこれを行き過ぎた虐待だとみなした。
歴史家のM・E・マクミランによれば、この解任はワリードの「義憤の感情」以外にも王家内の政争がヒシャームの解任を命じる動機になっていた。ヒシャームはワリードの異母弟であるヒシャーム・ブン・アブドゥルマリク（後のカリフのヒシャーム、在位：724年 - 743年）の母方の祖父であり、そのヒシャーム・ブン・アブドゥルマリクはワリードが自分の後を継ぐことを切望していた息子のアブドゥルアズィーズにとって競争相手となる後継者候補の1人だった。ワリードはこのような立場にある異母弟のヒシャームの近親者にイスラームの聖地の舵取りを任せるのではなく、従兄弟のウマル・ブン・アブドゥルアズィーズ（後のカリフのウマル2世、在位：717年 - 720年）を後任に据えた。ウマルはワリードの妹であるファーティマの夫であり、ワリードの妻のウンム・アル＝バニーン（息子のアブドゥルアズィーズの母親）の兄弟でもあった。ワリードの命令でウマルはヒシャームに公の場で屈辱を与えたが、これはマディーナの総督を解任された者に対する前例のない行為であり、マクミランによれば、「危険な先例」となった。

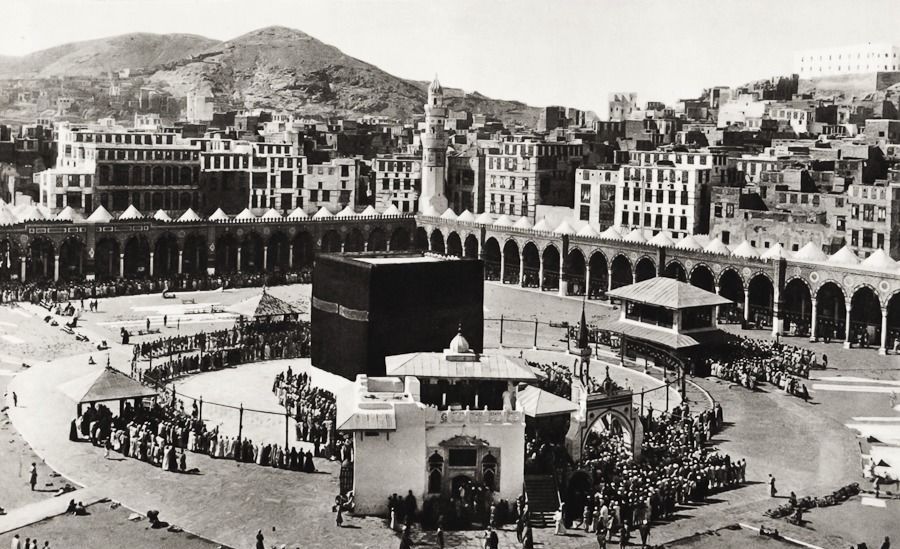
メッカのカアバ（1934年）

ウマルは双方の聖地の宗教界と良好な関係を保っていた。そして6年に及んだ任期のうち、少なくとも4年は巡礼を指揮した。残りの2年のうち707年はワリードの息子のウマル、710年はワリード自身が巡礼を指揮したが、これはワリードにとってカリフ時代に唯一シリアを離れた出来事となった。ウマルは政治的な理由によるハッジャージュの迫害から逃れてきたイラクの人々に安全な避難場所を提供し、ハッジャージュによる迫害をワリードに報告したが、これに対しハッジャージュはイラクの反逆者を受け入れたウマルを解任するようにカリフへ進言した。第二次内乱の時のようにヒジャーズが再び反ウマイヤ朝の活動の拠点になることを警戒したワリードは712年にウマルを解任した。そしてヒジャーズの統治権を分割し、ハッジャージュが推薦したハーリド・ブン・アブドゥッラー・アル＝カスリーをメッカ、ウスマーン・ブン・ハイヤーン・アル＝ムッリーをマディーナの総督に任命した。ただし両者が巡礼の指導者に任命されることはなく、ワリードはその役割をマスラマ・ブン・アブドゥルマリクと自分の息子たちに委ねた。

### 部族間抗争に対する均衡政策
マルワーン1世の治世が始まった直後の684年に起こったマルジュ・ラーヒトの戦いは、その結果としてウマイヤ朝の軍隊の中核を形成していたシリアのアラブ諸部族間における激しい対立を招くことになった。当時マルワーン1世を支持していた部族はイエメン（南アラビア）に祖先を持つことを示唆する名前であるヤマン族と呼ばれる部族連合を形成し、一方でカイス族と呼ばれる北アラビアの部族連合に属していた部族の大部分はアブドゥッラー・ブン・アッ＝ズバイルを支持した。マルワーン1世の後を継いだアブドゥルマリクは691年にカイス族との和解に達したが、その後シリア軍が次第に力を得て各地方に配備され、イラク人やその他の人々で構成された駐屯軍に取って代わったり補充されたりするようになると双方の派閥の影響力をめぐる争いが再び激化した。
ワリードは軍事と行政において双方の派閥の力を均衡させるという父親の政策を維持した。歴史家のヒュー・ナイジェル・ケネディは、「カリフは一方の派閥が独占的な権力を手にしないように加熱する対立関係を抑え込んでいた可能性がある」と指摘している。その一方でワリードの母親はカイス系の部族に属しており、そのためワリードがカイス族の役人に一定の便宜を図っていたとする説明も存在する。これに対しヴェルハウゼンは、「ワリードがそのようなことをする必要はなかったし、中世の歴史家もそのようには伝えていない」ことから、ワリードが一方の派閥を優先させたとする話に疑問を呈している。しかし、その後ワリードの後継者たちの下でカイス族とヤマン族の対立は激しさを増していき、後継者たちはワリードの均衡政策を維持することができなかった。この抗争は750年にウマイヤ朝政権が崩壊する大きな要因の一つとなった。

### 公共事業と社会福祉事業

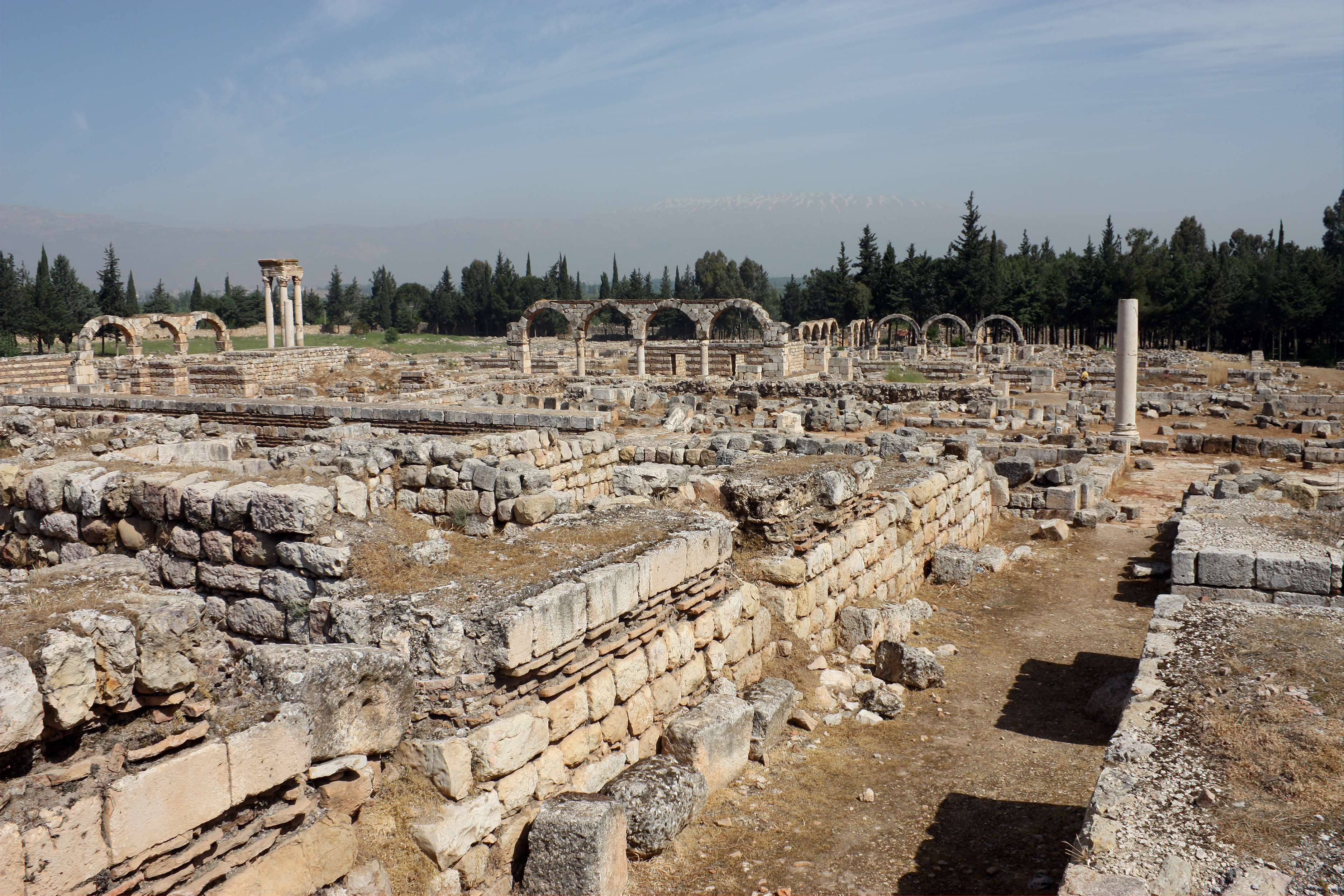
ワリードかその息子のアル＝アッバースによって建設されたアンジャルの遺跡

ワリードは即位すると征服活動で得られた財貨や税収を財源としてカリフの国家において歴史上前例のない規模による公共事業と社会福祉事業に乗り出した。ワリードとその兄弟や息子たちはシリアの街道沿いに宿駅を建設し、井戸を掘り、都市に街灯を設置した。さらに灌漑用水路や運河を含む土地の開墾事業に投資し、農業生産性を向上させた。ハッジャージュもこの時期にイラクにおいて灌漑や運河に関連する事業を実施し、長年の戦乱によって損なわれたイラクの農業インフラの回復に努め、復員した住民の雇用を確保しようとした。
ワリードもしくはその息子のアル＝アッバースは、714年にダマスクスとベイルートの間にアンジャルと呼ばれる都市を建設した。この都市にはモスク、宮殿、住居、商業施設、および行政機関が存在した。美術史家のロバート・ヒレンブランドは、アンジャルについて、恐らく建設から40年も経たずに放棄されたにもかかわらず、「750年以前で年代の推定が可能なあらゆるイスラーム勢力による都市の建設の中で最も注目に値する」と述べている。ヒジャーズでワリードは地域全体に井戸を掘らせ、峠道を通過する交通の便を改善し、メッカに噴水式の水飲み場を設置することによってメッカに向かう巡礼者の困難を和らげようとした。歴史家のM・A・シャアバーンは、ワリードがシリアやヒジャーズの都市で行った事業には「実用上の目的」もあったが、主に都市で増加していた非アラブ系住民に安価な労働力という形で雇用を提供する意図があったと推測している。
社会福祉事業には貧困層への財政支援や障害者を支援するための介護者の提供などが含まれていたが、これらの取り組みはシリアに限定され、さらにアラブ系のイスラーム教徒のみを対象にしていた。このため、シャアバーンはこれを「支配階級に対する特別な国庫補助金」であったとみなしている。

### モスクの造営と後援活動

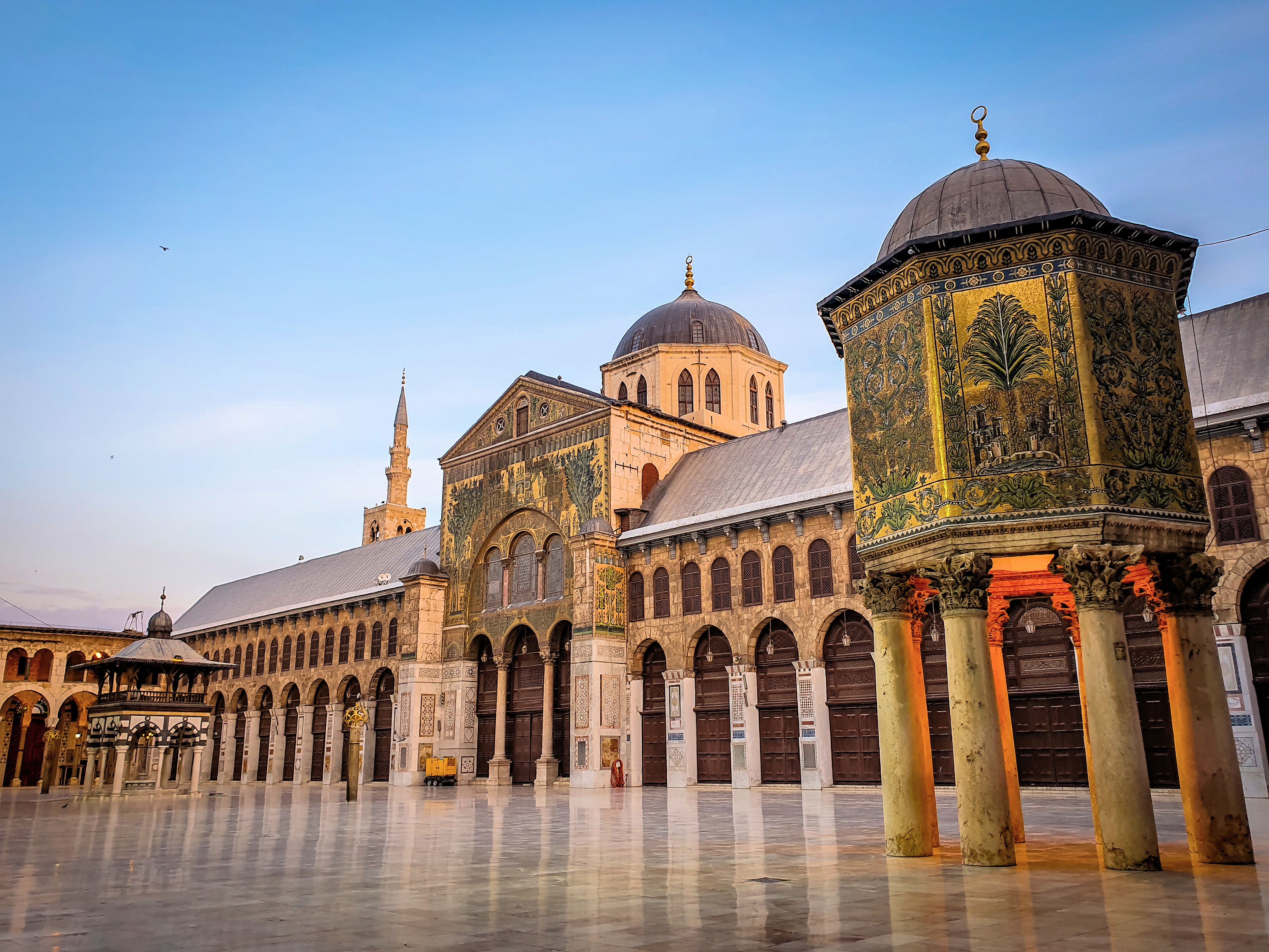
ダマスクスのウマイヤ・モスクはワリードによる創建以来、その原型の多くを留めている。

ワリードは父親によるエルサレムの岩のドームの建設を手本として大規模な建築事業を推進した。ダマスクス、エルサレム、およびマディーナの大規模なモスクに対する後援活動は自身の政治的正当性や宗教的資質を強調するものだった。このうちダマスクスに建設されたモスクは後にウマイヤ・モスクの名で知られるようになり、ワリードの統治時代における最大の建築的成果となった。ワリードの前任者たちの下ではイスラーム教徒の住民は4世紀に建設された洗礼者ヨハネのキリスト教聖堂に併設された小さな礼拝所（ムサッラー）で礼拝を行なっていた。ワリードの治世になる頃までにこの礼拝所は急成長するイスラーム教徒の共同体に対応できなくなり、さらにダマスクスには大規模な会衆モスクを建設するための十分な敷地がなかった。ワリードは705年にこのキリスト教聖堂をモスクへ改築するように命じ、キリスト教徒には市内に別の物件を与えることで補償させた。
この改築にあたってほとんどの建造物は取り壊された。ワリードの建築家たちは取り壊された後の空間に大規模な礼拝堂を建て、二重のアーケードを伴う閉ざされた柱廊で四方を囲まれた中庭に作り替えた。モスクは711年に完成したが、その一方では建設のためにおよそ45,000人に及ぶダマスクスの軍隊の兵士に対し9年にわたり俸給の4分の1が課税された。歴史家のニキータ・エリセーエフによれば、モスクの規模と壮大さは「イスラームの政治的優位と道徳的威信の象徴」となった。一方でヒレンブランドはワリードが建築の持つプロパガンダ的価値を認識していたと指摘しており、このモスクを「イスラームの優位性と永続性を目に見える形で示す」ことを目的とした「勝利の記念碑」と呼んでいる。また、このモスクは今日に至るまでその原型を保っている。

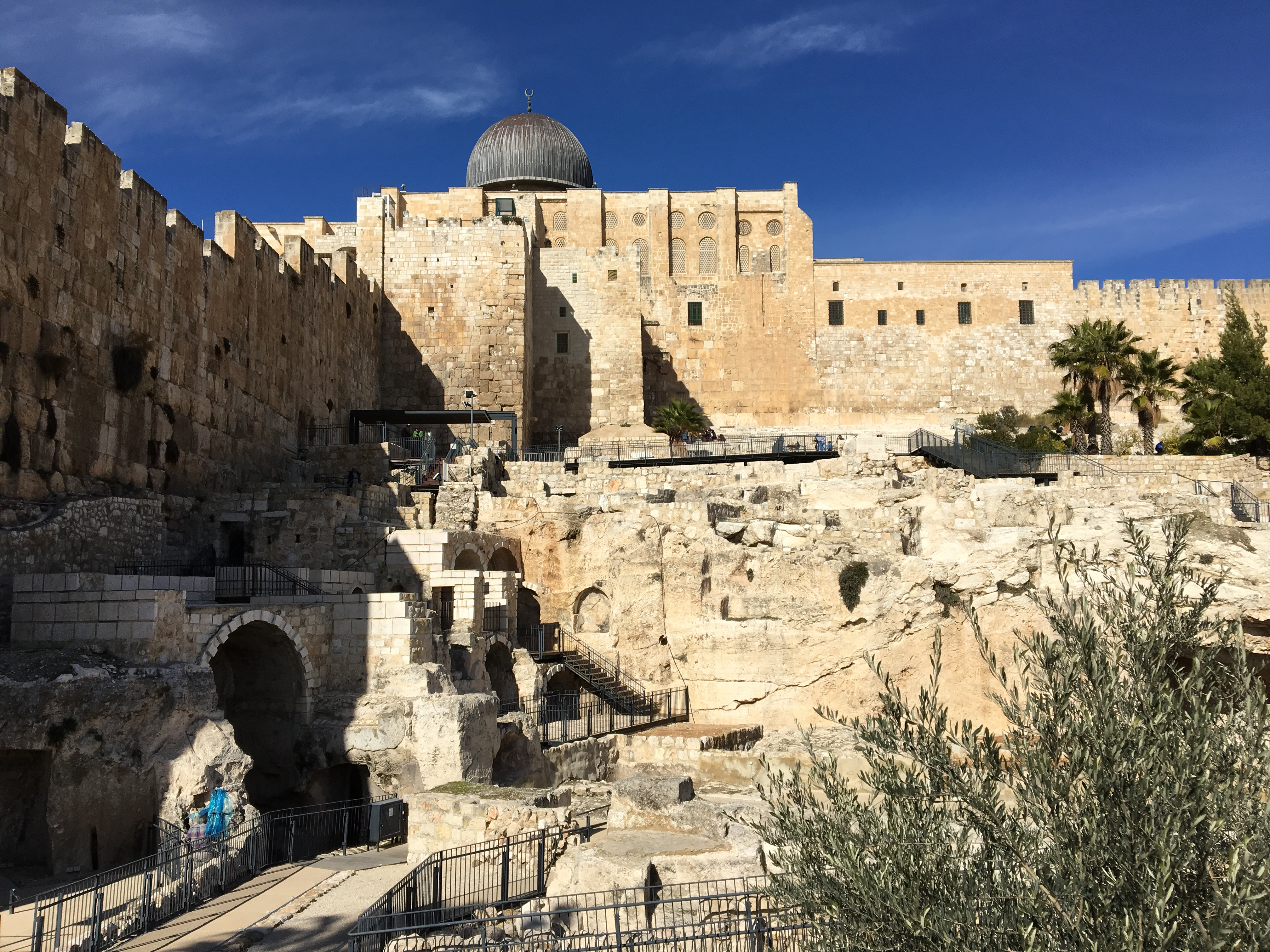
アル＝アクサー・モスクと神殿の丘の南側の城壁の下に位置するウマイヤ朝の行政施設の遺構。これらの未完成の建造物と創建時のアル＝アクサー・モスクは一般にワリードの手によるものとされている。

ワリードはエルサレムの神殿の丘における父親の仕事を引き継いだ。その中で神殿の丘の岩のドームと同じ軸線上に建てられたアル＝アクサー・モスクが当初アブドゥルマリクとワリードのどちらによって建設されたのかについては意見が分かれている。何人かの建築史家はアブドゥルマリクがこの建設事業を命じ、ワリードが完成させたか拡張したと考えている。ワリードがこのモスクの建設に携わっていたことを示す最も古い史料は、708年12月から711年6月にかけてエジプト総督のクッラ・ブン・シャリーク・アル＝アブスィーと上エジプトの役人の間で交わされた「エルサレムのモスク」の建設を支援するエジプト人労働者と職人の派遣に関する書簡を含むアフロディトで発見されたパピルスである。また、神殿の丘の南と東の城壁の外側に建てられたアル＝アクサー・モスクに隣接する未完成の行政と居住用の建造物は、完成を見ることなく死去したワリードの時代のものである可能性が高いと考えられている。
ワリードは706年か707年にウマル・ブン・アブドゥルアズィーズに対しマディーナの預言者のモスクを大幅に拡張するように指示した。この再開発はムハンマドの妻たちが住んでいた家を取り壊し、ムハンマドと最初の2人のカリフであるアブー・バクル（在位：632年 - 634年）とウマルの墓をモスク内に取り込む変化を伴うものだった。ムハンマドの家の取り壊しに対する地元の宗教界からの反対の声はワリードによって退けられた。ワリードはこの事業のために多額の資金を注ぎ込み、モザイク製作のためにギリシア人とコプト人の職人を採用した。ヒレンブランドによれば、イスラーム国家の最初の中心地であったマディーナにおける大規模なモスクの建設は、ワリードによる「自分自身とイスラーム自身のルーツ」に対する「謝辞」であり、ウマイヤ朝の下でシリアに都市の政治的重要性を奪われていたマディーナの人々の恨みを和らげようとする試みであった可能性がある。一方でマクミランによれば、このモスクと2つの聖地への巡礼者のためにかけた労力は、第二次内乱中のウマイヤ朝によるメッカに対する683年の包囲戦と692年の包囲戦、そしてマディーナへの攻撃によってもたらされた「政治的損害に対する建設的な埋め合わせ… 一種の和解」であった。ワリードがヒジャーズで拡張したとされる他のモスクには、メッカのカアバを取り囲むマスジド・ハラームとターイフのモスクがある。

## 死と後継者
ワリードはハッジャージュの死からおよそ1年後の715年2月23日にダマスクス郊外のダイル・ムッラーンに建てられていたウマイヤ家の冬の屋敷で病没した。ワリードの遺体はダマスクスのバーブ・アッ＝サギール、またはバーブ・アル＝ファラーディースの墓地に埋葬され、ウマル・ブン・アブドゥルアズィーズが葬儀で祈祷する人々を先導した。
ワリードは弟のスライマーンをワリードの後継者に定めた父親の取り決めを無効にし、息子のアブドゥルアズィーズを後継者に指名しようとしたが失敗に終わった。2人の兄弟の関係は以前から緊張状態にあり、スライマーンは即位するとワリードに仕えていたほぼ全ての総督を解任した。その一方でアブドゥルマリクとワリードの軍事優先的な政策は維持したが、スライマーンの治世（715年 - 717年）にウマイヤ朝の領土の拡大はほぼ停止した。

## 評価と遺産
歴史家のジョルジョ・レヴィ・デッラ・ヴィーダは、「ワリードの下でカリフの国家はアブドゥルマリクの長期に及んだ仕事によってまかれた種の収穫を見た」と述べている。一方でシャアバーンはワリードの治世を以下のように評している。

ワリードの治世（西暦705年 - 715年/ヒジュラ暦86年 - 96年）は父親の治世のあらゆる面をそのまま引き継いでおり、平穏を保っていた。ハッジャージュは権力を維持したのみならずさらにそれを強化させ、政策も同様のものを維持していた。唯一の違いは、この数年間の安定のおかげでワリードは国内におけるアブドゥルマリクとハッジャージュの政策の影響をさらに発展させることができたという点である。
歴史家のジェラルド・ホーティングは、ハッジャージュによって結び付けられたアブドゥルマリクとワリードの治世は、「いくつかの点においてウマイヤ朝政権の絶頂期を示しており、東西両地域における著しい領土の拡大を経験し、国家の公的な面においてはアラブ的、イスラーム的性格がより顕著に現れた」と指摘している。国内に関して言えばワリードの治世は概して平和と繁栄の時代であった。ケネディはその治世について、「目覚ましい成功を収め、恐らくウマイヤ朝政権の全盛期を象徴している」と述べている。その一方で、これらの成功におけるワリードの直接的な役割は明らかではなく、その最も大きな功績はウマイヤ家の一族と軍内の対立する派閥間の均衡を維持したことにあるかもしれないと述べている。
9世紀の歴史家のウマル・ブン・シャッバによれば、シリアの同時代の人々は、その治世中におけるヒスパニア、シンド、およびマー・ワラー・アンナフルの征服、ダマスクスとマディーナの大モスクに対する後援、そして慈善事業といった功績から、ワリードのことを「カリフの中で最も価値のある人物」だとみなしていた。ワリードの公的な宮廷詩人であったアル＝ファラズダクは、ワリードとその息子たちにいくつかのパネジリック（称賛の辞）を捧げている。また、アル＝ファラズダクと同時代の詩人のジャリールは、カリフの死を悼んで次のように詠んだ。「目よ、想い出が呼び起こす溢れんばかりの涙を流せ、今日より後には涙を溜め込んでも意味がないのだから」。一方でキリスト教徒の詩人のアル＝アフタルは、ワリードを「神のスンナを通じて雨を求める神のカリフ」と呼んだ。
ヴェルハウゼンはワリードについて、以前のカリフには見られなかったような形で君主政体が有する表面的な飾り物を進んで利用したと述べている。ワリードはダイル・ムッラーンやシリア北部のフナースィラなどに存在したいくつかの宮殿に住んでいた。国庫にはかなりの富があったため、ワリードは親族のために法外なまでの資金を使い込むことが可能であった。増え続けるウマイヤ家の王子たちの間において、このような贈与への期待はワリードの後継者たちの下でも続いた。歴史家のハーリド・ヤフヤー・ブランキンシップによれば、これらの王子たちに対する手厚い俸給と費用のかかる私的な建築物の供与は、国内の「他のほとんど全ての人々」から反感を買い、「国庫の枯渇」につながった。また、征服を推し進める軍隊の装備と報酬にかかる費用はより重要性の高い支出であった。アブドゥルマリクとワリードの下でのこれらの多額の支出は両者の後継者たちにとって財政的な重荷となり、国家の経済が依存していた戦利品の流入も後継者たちの下で減少し始めた。ブランキンシップは、717年から718年にかけて続いたコンスタンティノープルの包囲戦で被った莫大な損失だけで、「ワリードの下で得た利益は事実上帳消しになった」と指摘している。

## 家族

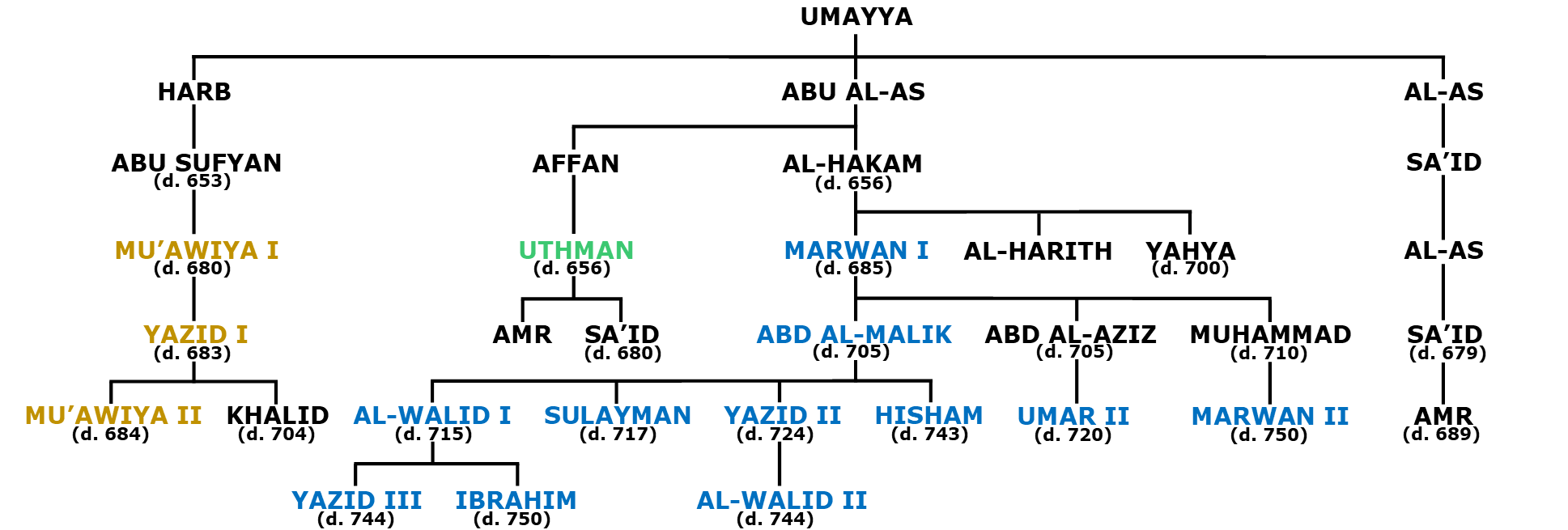
ウマイヤ家と王朝の系図。青色がマルワーン1世とその子孫（マルワーン家）のカリフ、黄色がムアーウィヤ1世が属していたスフヤーン家のカリフ、緑色が正統カリフのウスマーン。

歴史家のアンドリュー・マーシャムは、ワリードが兄弟たちと比べて少なくとも9人に及ぶ「異例なほどの人数と結婚」しており、「年長者であることとアブドゥルマリクの後継者にふさわしい者としての威厳を反映している」と述べている。また、これらの結婚には第4代正統カリフのアリー・ブン・アビー・ターリブ（在位：656年 - 661年）や、かつてのウマイヤ家の著名な政治家であるサイード・ブン・アル＝アースの子孫ような潜在的な対抗者の一族と政治的な同盟を築く意図も含まれていた。ワリードはアリーの曾孫にあたるナフィーサ・ビント・ザイド・ブン・アル＝ハサンとザイナブ・ビント・アル＝ハサン・ブン・アル＝ハサン、そしてサイードの娘のアーミナと結婚したが、アーミナの兄弟のアル＝アシュダクはマルワーン1世によってカリフの後継者候補から外され、アブドゥルマリクの打倒を試みたものの殺害された。他にはアブドゥッラー・ブン・アッ＝ズバイルの下で要職にあったクライシュ族の指導者であるアブドゥッラー・ブン・ムティーの娘と結婚した。他の妻の中にはカイス系のファザーラ族の女性がいたが、この女性との間には息子のアブー・ウバイダが生まれた。
マーシャムはワリードとその従姉妹にあたるウンム・アル＝バニーンの結婚がアブドゥルマリクとその弟でウンム・アル＝バニーンの父親であるアブドゥルアズィーズの「運勢を結びつけた」と述べている。そのウンム・アル＝バニーンとの間には息子のアブドゥルアズィーズ、ムハンマド、マルワーン、およびアンバサと娘のアーイシャが生まれた。ワリードはウマイヤ家出身の妻であるウンム・アブドゥッラー・ビント・アブドゥッラー・ブン・アムル（第3代正統カリフのウスマーン（在位：644年 - 656年）の曾孫にあたる）との間に息子のアブドゥッラフマーンを儲けた。また、ウンム・アブドゥッラーの姪のイッザ・ビント・アブドゥルアズィーズとも結婚したが、後に離婚した。
ワリードの22人の子供のうち、母親がギリシア人であったアル＝アッバースを含む15人は女奴隷の内妻（ウンム・ワラド）との間に生まれた。歴史家のタバリー（923年没）によれば、ワリードの息子のヤズィード3世（在位：744年）の母親は、サーサーン朝最後の王ヤズデギルド3世（在位：632年 - 651年）の息子であるペーローズ3世の娘のシャー・イー・アーフリード（シャーファランドとも呼ばれる）であった。シャー・イー・アーフリードはマー・ワラー・アンナフル征服の際に捕虜となり、ハッジャージュからワリードへ献上された。一方でヤズィード3世と同様に後にカリフとなるイブラーヒーム（在位：744年）の母親は、スウアルもしくはブダイラという名の内妻であった。他の複数の内妻との間に生まれた息子には、ウマル、ビシュル、マスルール、マンスール、ラウフ、ハーリド、ジャズ、マスラマ、タンマーム、ムバシュシル、ヤフヤー、およびサダカがいた。
744年にワリードの息子のうち10人余りの人物が恐らくはカリフ位の継承の対象から外されたことに恨みを抱き、ヤズィード（3世）の下で他のウマイヤ家の王子や支配者層と共謀して従兄弟にあたるカリフのワリード2世（在位：743年 - 744年）を打倒しようとした。ワリード2世は744年4月に暗殺されたが、この事件はイスラーム世界の第三次内乱（744年 - 750年）の開始を告げる出来事となった。ヤズィード3世はカリフに即位したが半年後に死去し、その異母弟のイブラーヒームが後継者となった。しかし、イブラーヒームは広く承認されるには至らず、744年12月にウマイヤ家の遠戚にあたるマルワーン2世（在位：744年 - 750年）によって打倒された。750年にアッバース革命によってウマイヤ朝の支配が崩壊した際にはワリードの息子の1人であるラウフの子供たちが処刑された。別の息子のアル＝アッバースとウマルの子孫の中には756年に後ウマイヤ朝が建国された後に名門として名を馳せたハビーブ家のように生き残った家系も存在した。